# 大同江区域
大同江区域（テドンガンくいき）は、平壌直轄市都心部の東部にある行政区域の一つ。大同江左岸にある。南に東大院区域、東に寺洞区域と隣接し、大同江を隔てて西に中区域、北に大城区域がある。
東平壌と呼ばれる地域で、朝鮮戦争後、旧市街の対岸にあたるこの地域に都市計画が行われて新市街になった。大型の劇場や病院・大学などが配置されており、この区域を通過する地下鉄路線が計画されている。また、外国の大使館街もある。
衣岩洞には金正日総書記が住んでいたとされる85号官邸がある。

## 行政区域
25洞を管轄する。
| - 大同江洞（テドンガンドン） - 東紋一洞（トンムニルトン） - 東紋二洞（トンムニドン） - 綾羅一洞（ルンナイルトン） - 綾羅二洞（ルンナイドン） - 紋繍一洞（ムンスイルトン） - 紋繍二洞（ムンスイドン） - 紋繍三洞（ムンスサムドン） - 紋興一洞（ムヌンイルトン） - 紋興二洞（ムヌンイドン） - 北繍洞（プクスドン） - 寺谷一洞（サゴギルトン） - 寺谷二洞（サゴギドン） | - 沼龍一洞（ソリョンイルトン） - 沼龍二洞（ソリョンイドン） - 玉流一洞（オンニュイルトン） - 玉流二洞（オンニュイドン） - 玉流三洞（オンニュサムドン） - 衣岩洞（ウィアムドン） - 清流一洞（チョンニュイルトン） - 清流二洞（チョンニュイドン） - 清流三洞（チョンニュサムドン） - 塔済一洞（タプチェイルトン） - 塔済二洞（タプチェイドン） - 塔済三洞（タプチェサムドン） |

## 歴史
この節の出典
- もともとは平安南道大同郡大同江面に属す。
- 1938年 - 大同江面の衣岩里・綾羅里などが平壌府に編入される。
- 1946年9月 - 平壌特別市中区域に属す。
- 1960年10月 - 平壌直轄市寺洞区域紋繍洞・北繍洞・塔済洞・衣岩洞・東紋洞、船橋区域紋新洞の一部をもって、大同江区域を設置。(5洞)
  - 紋新洞が東紋洞に編入。
- 1963年 - 衣岩洞・紋繍洞の各一部が合併し、紋興洞が発足。(6洞)
- 1965年 - 寺洞区域沼龍洞・寺洞・寺谷洞を編入。(9洞)
- 1967年 - 北繍洞が分割され、北繍一洞・北繍二洞が発足。(10洞)
- 1972年 (14洞)
  - 塔済洞が分割され、塔済一洞・塔済二洞が発足。
  - 寺谷洞が分割され、寺谷一洞・寺谷二洞が発足。
  - 紋興洞が分割され、紋興一洞・紋興二洞が発足。
  - 衣岩洞が分割され、衣岩一洞・衣岩二洞が発足。
  - 寺洞が大同江洞に改称。
- 1981年10月 (11洞)
  - 東紋洞・紋興一洞・紋興二洞・紋繍洞・北繍二洞・衣岩一洞および衣岩二洞の一部が新設の紋繍区域に編入。
  - 寺洞区域トゥル一洞・休岩洞・三ゴル洞を編入。
  - 衣岩二洞が塔済三洞に改称。
  - 北繍一洞が北繍洞に改称。
  - 沼龍洞が沼龍一洞に改称。
  - トゥル一洞が沼龍二洞に改称。
- 1983年3月 (24洞)
  - 紋繍区域玉流一洞・玉流二洞・玉流三洞・綾羅一洞・綾羅二洞・清流一洞・清流二洞・清流三洞・東紋一洞・東紋二洞・紋興一洞・紋興二洞・紋繍一洞・紋繍二洞・衣岩洞を編入。
  - 休岩洞・三ゴル洞が寺洞区域に編入。
- 1991年 - 紋繍一洞の一部が分立し、紋繍三洞が発足。(25洞)

### 紋繍区域
- 1981年10月 - 平壌直轄市大同江区域東紋洞・紋興一洞・紋興二洞・紋繍洞・北繍二洞・衣岩一洞および衣岩二洞の一部区域をもって、紋繍区域を設置。 (6洞)
  - 衣岩一洞・衣岩二洞が合併し、衣岩洞が発足。
  - 紋繍洞が紋繍一洞に改称。
  - 北繍二洞が紋繍二洞に改称。
- 1982年 - 東紋洞が分割され、玉流一洞・玉流二洞・玉流三洞・綾羅一洞・綾羅二洞・清流一洞・清流二洞・清流三洞・東紋一洞・東紋二洞が発足。(15洞)
- 1983年3月 - 紋繍区域廃止。
  - 玉流一洞・玉流二洞・玉流三洞・綾羅一洞・綾羅二洞・清流一洞・清流二洞・清流三洞・東紋一洞・東紋二洞・紋興一洞・紋興二洞・紋繍一洞・紋繍二洞・衣岩洞が大同江区域に編入。

## 施設
- 玉流橋
- 清流橋
- 青年中央会館
- 労働者中央会館
- 東平壌大劇場
- 紋繍公園
- 金万有病院
- 平壌産院
- 国際関係大学
- 人民経済大学
- 金亨稷軍医大学
- 平壌音楽大学
- イラン大使館
- インドネシア大使館
- パレスチナ大使館